# Le voleur se porte bien
Pour plus de détails, voir Fiche technique et Distribution.
Le voleur se porte bien est un film français de comédie réalisé par Jean Loubignac, sorti en 1948.

## Fiche technique
- Titre : Le voleur se porte bien
- Réalisation : Jean Loubignac
- Scénario et dialogues : Fernand Sardou
- Décors : Roland Berthon, Georges Wakhevitch
- Photographie : René Colas
- Musique : Paul Durand
- Montage : Germaine Artus
- Son : René Lécuyer
- Décor de plateau : Roland Berthon
- Société de production : Alcina
- Format : Son mono - Noir et blanc - 35 mm - 1,37:1
- Genre : Comédie
- Durée : 90 minutes
- Date de sortie : 
  - France : 14 janvier 1948[1]
- Numéro de visa : 3965

## Distribution
- André Alerme : Hector Dumontier, un mari qui, pour dégoûter sa femme des romans policiers, organise avec un soi-disant voleur de bijoux le pseudo-cambriolage de leur maison
- Jeanne Fusier-Gir : Madame Dumontier, sa femme, passionnée de romans policiers
- Pierre Mingand : l'inspecteur de police Martiguais
- Michèle Philippe : Rosine Dumontier, la fille des Dumontier
- Raymond Galle : Jean, son fiancé
- Milly Mathis : Ernestine, la bonne des Dumontier
- Fernand Sardou : Cabassol, le chauffeur des Dumontier
- Gustave Gallet : l’avocat
- Paul Ollivier : le président du tribunal
- Jean Sinoël : le magistrat sourd
- Félix Oudart : Seguin
- Marcel Maupi : Reboul
- Ky Duyen : Le Chinois
- Julien Maffre : Le brigadier
- Hennery : le directeur de la police